# Рекеуць
Рекеуць, Рекеуці (рум. Răcăuți) — село у повіті Бакеу в Румунії. Входить до складу комуни Бучумі.
Село розташоване на відстані 205 км на північ від Бухареста, 40 км на південь від Бакеу, 120 км на південний захід від Ясс, 131 км на північний захід від Галаца, 110 км на північний схід від Брашова.

## Населення
За даними перепису населення 2002 року у селі проживали 1345 осіб.
Національний склад населення села:
| Національність | Кількість осіб | Відсоток |
| -------------- | -------------- | -------- |
| румуни         | 858            | 63,8%    |
| цигани         | 485            | 36,1%    |

Рідною мовою назвали:
| Мова      | Кількість осіб | Відсоток |
| --------- | -------------- | -------- |
| румунську | 978            | 72,7%    |
| циганську | 366            | 27,2%    |